# Campeonato Brasileiro Série C 2019
Il Campeonato Brasileiro Série C 2019 è stata la 30ª edizione del Campeonato Brasileiro Série C.

## Squadre partecipanti
| Squadra          | Città              | Stato               | Allenatore         | Stagione 2018  |
| ---------------- | ------------------ | ------------------- | ------------------ | -------------- |
| ABC              | Natal              | Rio Grande do Norte | Roberto Fernandes  | 15º in Série C |
| Atlético Acreano | Rio Branco         | Acre                | Álvaro Miguéis     | 6º in Série C  |
| Boa Esporte      | Varginha           | Minas Gerais        | Nedo Xavier        | 20º in Série B |
| Botafogo-PB      | João Pessoa        | Paraíba             | Evaristo Piza      | 8º in Série C  |
| Confiança        | Aracaju            | Sergipe             | Daniel Paulista    | 10º in Série C |
| Ferroviário-CE   | Fortaleza          | Ceará               | Marcelo Veiga      | 1º in Série D  |
| Globo            | Ceará-Mirim        | Rio Grande do Norte | Higor César        | 14º in Série C |
| Imperatriz       | Imperatriz         | Maranhão            | Paulinho Kobayashi | 12º in Série B |
| Juventude        | Caxias do Sul      | Rio Grande do Sul   | Fahel              | 19º in Série B |
| Luverdense       | Lucas do Rio Verde | Mato Grosso         | Maico Gaúcho       | 9º in Série C  |
| Náutico          | Recife             | Pernambuco          | Gilmar Dal Pozzo   | 5º in Série B  |
| Paysandu         | Belém              | Pará                | Hélio dos Anjos    | 17º in Série B |
| Remo             | Belém              | Pará                | Márcio Fernandes   | 13º in Série C |
| Sampaio Corrêa   | São Luís           | Maranhão            | João Brigatti      | 18º in Série B |
| Santa Cruz       | Pernambuco         | Pernambuco          | Milton Mendes      | 7º in Série C  |
| São José-RS      | Porto Alegre       | Rio Grande do Sul   | Rafael Jaques      | 3º in Série D  |
| Tombense         | Tombos             | Minas Gerais        | Eugênio Souza      | 11º in Série C |
| Treze            | Campina Grande     | Paraíba             | Celso Teixeira     | 2º in Série D  |
| Volta Redonda    | Volta Redonda      | Rio de Janeiro      | Toninho Andrade    | 16º in Série C |
| Ypiranga-RS      | Erechim            | Rio Grande do Sul   | Fabiano Daitx      | 12º in Série B |

## Fase finale
|  | Quarti di finale | Quarti di finale | Quarti di finale | Quarti di finale | Quarti di finale |  |  | Semifinali     | Semifinali     | Semifinali     | Semifinali     | Semifinali |   |   | Finale  | Finale  | Finale | Finale | Finale |  |
|  |                  |                  |                  |                  |                  |  |  |                |                |                |                |            |   |   |         |         |        |        |        |  |
|  | Imperatriz       | Imperatriz       | 0                | 0                | 0                |  |  |                |                |                |                |            |   |   |         |         |        |        |        |  |
|  | Juventude        | Juventude        | 0                | 4                | 4                |  |  | Juventude      | Juventude      | 2              | 1              | 3 (3)      |   |   |         |         |        |        |        |  |
|  | Paysandu         | Paysandu         | 0                | 2                | 2 (3)            |  |  | Náutico (dtr)  | Náutico (dtr)  | 1              | 2              | 3 (4)      |   |   |         |         |        |        |        |  |
|  | Náutico (dtr)    | Náutico (dtr)    | 0                | 2                | 2 (5)            |  |  |                |                |                |                |            |   |   | Náutico | Náutico | 3      | 2      | 5      |  |
|  | Confiança        | Confiança        | 1                | 1                | 2                |  |  |                |                | Sampaio Corrêa | Sampaio Corrêa | 1          | 2 | 3 |         |         |        |        |        |  |
|  | Ypiranga-RS      | Ypiranga-RS      | 0                | 1                | 1                |  |  | Confiança      | Confiança      | 0              | 0              | 0          |   |   |         |         |        |        |        |  |
|  | São José-RS      | São José-RS      | 0                | 2                | 2                |  |  | Sampaio Corrêa | Sampaio Corrêa | 2              | 1              | 3          |   |   |         |         |        |        |        |  |
|  | Sampaio Corrêa   | Sampaio Corrêa   | 0                | 3                | 3                |  |  |                |                |                |                |            |   |   |         |         |        |        |        |  |